# 亞歷山德拉角
亞歷山德拉角（英語：Cape Alexandra）是南極洲的海岬，位於南喬治亞島西北端，在1775年由詹姆斯·庫克率領的英國探險隊發現，該海岬現時由英國海外領土管轄。